# フレイバーグ男爵
フレイバーグ男爵（英: Baron Freyberg）は、連合王国貴族の世襲男爵位。
1951年に陸軍軍人バーナード・フレイバーグが叙されたのに始まる。

## 歴史
1946年から1952年にかけてニュージーランド総督を務めた陸軍軍人バーナード・フレイバーグは、1951年10月19日の勅許状で連合王国貴族爵位ニュージーランドにおけるウェリントンの、およびサリー州におけるムンステッドのフレイバーグ男爵(Baron Freyberg, of Wellington in New Zealand and of Munstead in the County of Surrey)に叙された。
初代男爵の死後、その長男のポール・リチャード・フレイバーグ(1923–1993) が2代男爵を継承した。
彼の死後はその息子ヴァレリアン・バーナード・フレイバーグ(1970-)が3代男爵を継承した。彼が2016年現在の当主である。
男爵家の住まいは、サリー州ガダルミングに位置するマンステッド・ハウス。

## フレイバーグ男爵 (1951年)
- 初代フレイバーグ男爵バーナード・セシル・フレイバーグ (1889–1963)
- 2代フレイバーグ男爵ポール・リチャード・フレイバーグ（英語版） (1923–1993)
- 3代フレイバーグ男爵ヴァレリアン・バーナード・フレイバーグ（英語版） (1970-)
  - 法定推定相続人は現当主の息子ジョゼフ・ジョン・フレイバーグ (2007-)